# Космос-1677
Космос-1677 је један од преко 2400 совјетских вјештачких сателита лансираних у оквиру програма Космос.
Космос-1677 је лансиран са космодрома Тјуратам, Бајконур, СССР, 23. августа 1985. Ракета-носач је поставила сателит у орбиту око планете Земље. 